# Gustav Holst

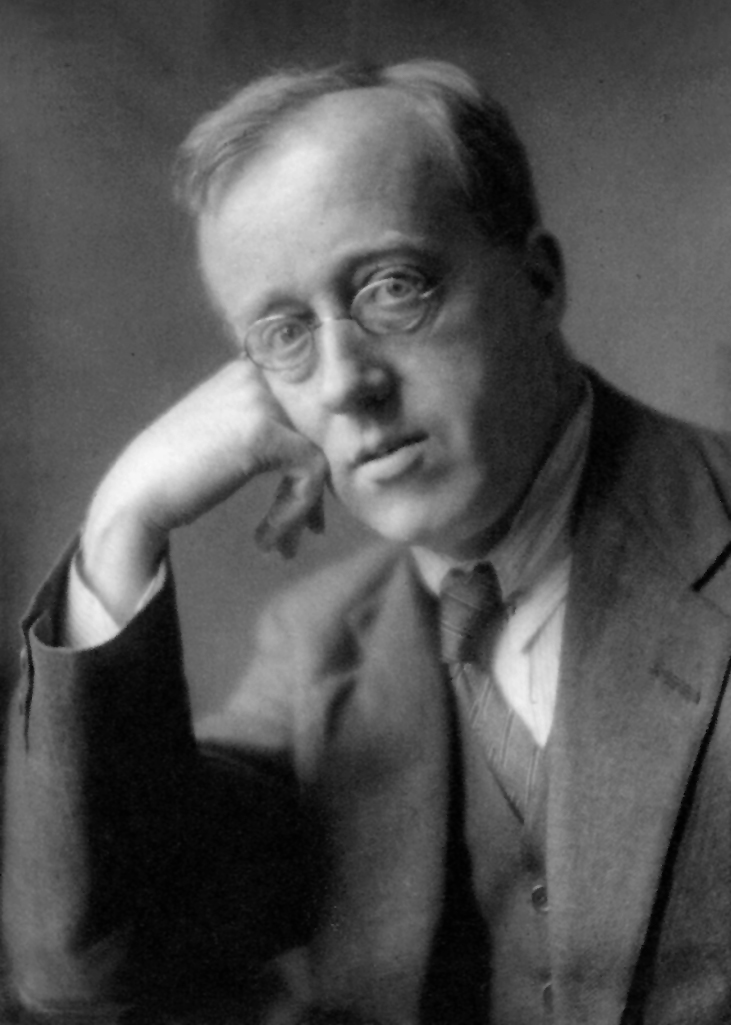
Gustav Holst (um 1921)

Gustav Theodore Holst (englische Aussprache [həʊlst]; * 21. September 1874 in Cheltenham; † 25. Mai 1934 in London), geboren als Gustavus Theodore von Holst, war ein britischer Komponist. Sein bekanntestes Werk ist die Orchestersuite Die Planeten.

## Leben

### Herkunft

Gustav Holsts Familienstammbaum

Gustav Holsts Vater Adolph von Holst stammte aus einer deutsch-baltischen sowie lettisch-schwedischen Familie. Mütterlicherseits war die Familie vorwiegend britischer – weit entfernt auch spanischer – Herkunft. Ursprünglich war Holsts Familie wahrscheinlich skandinavischer Herkunft. Bis zum späten 17. Jahrhundert ließen sich Zweige der Familie Holst in Polen und Deutschland nieder.
Ein weiterer Familienzweig entstand in Russland, als Christian Lorenz Holst im Jahr 1703 mit seiner Familie von Rostock nach Riga zog. Gustav Holsts Urgroßvater Matthias Holst (1759–1845) war Pianist, Komponist und Harfenlehrer am Russischen Hof in Sankt Petersburg. Er und seine russische Frau Katharina Rogge (1771–1838) bekamen im Jahr 1799 mit Gustavus Valentinus (geb. 19. September 1799, gest. 8. Juni 1870) ihr erstes Kind. Wenige Jahre später musste die Familie fliehen und ließ sich in London nieder, wo Matthias Holst als Musiklehrer und Komponist wirkte. Im Jahr 1810 wurde der zweite Sohn Theodore (geb. 3. September 1810, gest. 12. Februar 1844) geboren.
Gustavus Valentinus Holst trat als Erwachsener in die Fußstapfen seines Vaters und ergänzte seinen Namen um das deutsche „von“, um seine Reputation zu erhöhen. Er und seine Ehefrau Honoria Goodrich of Norwich (gest. 15. Februar 1873) hatten fünf Kinder, von denen einige ebenfalls Musiker wurden:
- Gustavus Matthias (geb. 1833, gest. 17. Januar 1874)
- Catherine Maria von (geb. 14. November 1839, gest. 21. Januar 1874)
- Lorenz Henry von (geb. 28. Oktober 1842, gest. 28. Februar 1913)
- Adolph, Gustav Holsts Vater (geb. 5. Februar 1846, gest. 17. August 1901)
- Benigna („Nina“; geb. 1849, gest. 1920er Jahre).

Nach seiner Studienzeit in Hamburg ließ Adolph von Holst sich in Cheltenham, dem Geburtsort des Komponisten nieder. Im Juli 1871 heiratete er Clara Cox Lediard, die Mutter des Komponisten. Sie war eine seiner Schülerinnen und das fünfte Kind von Mary Croft Lediard und Samuel Lediard, einem Anwalt aus Cirencester.
Gustav Holsts jüngerer Bruder Emil Gottfried von Holst (später bekannt als Ernest Cossart) arbeitete später als Schauspieler.

### Kindheit

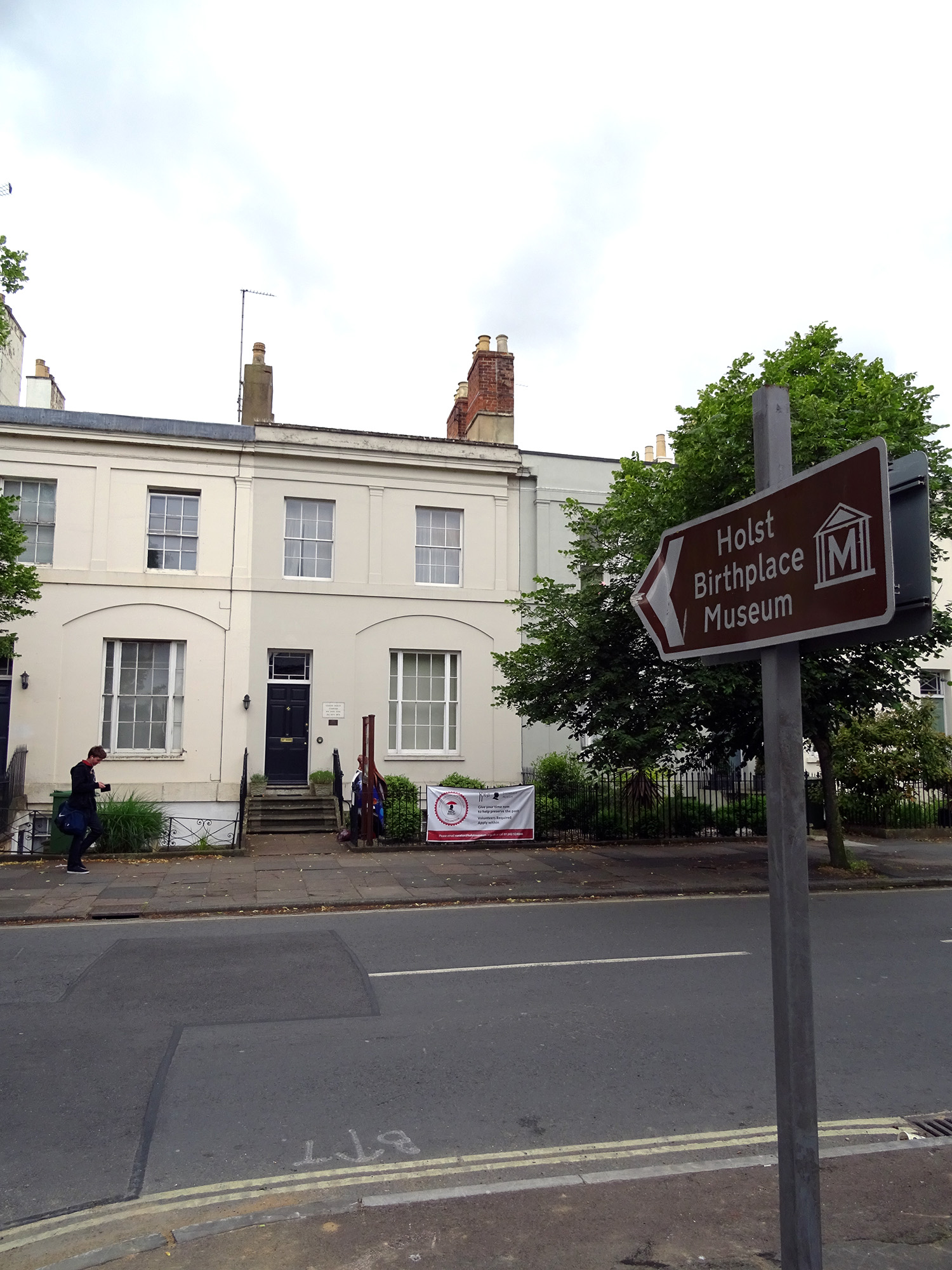
Geburtshaus von Gustav Holst in der 4 Clarence Road in Cheltenham (seit 1975 Museum)

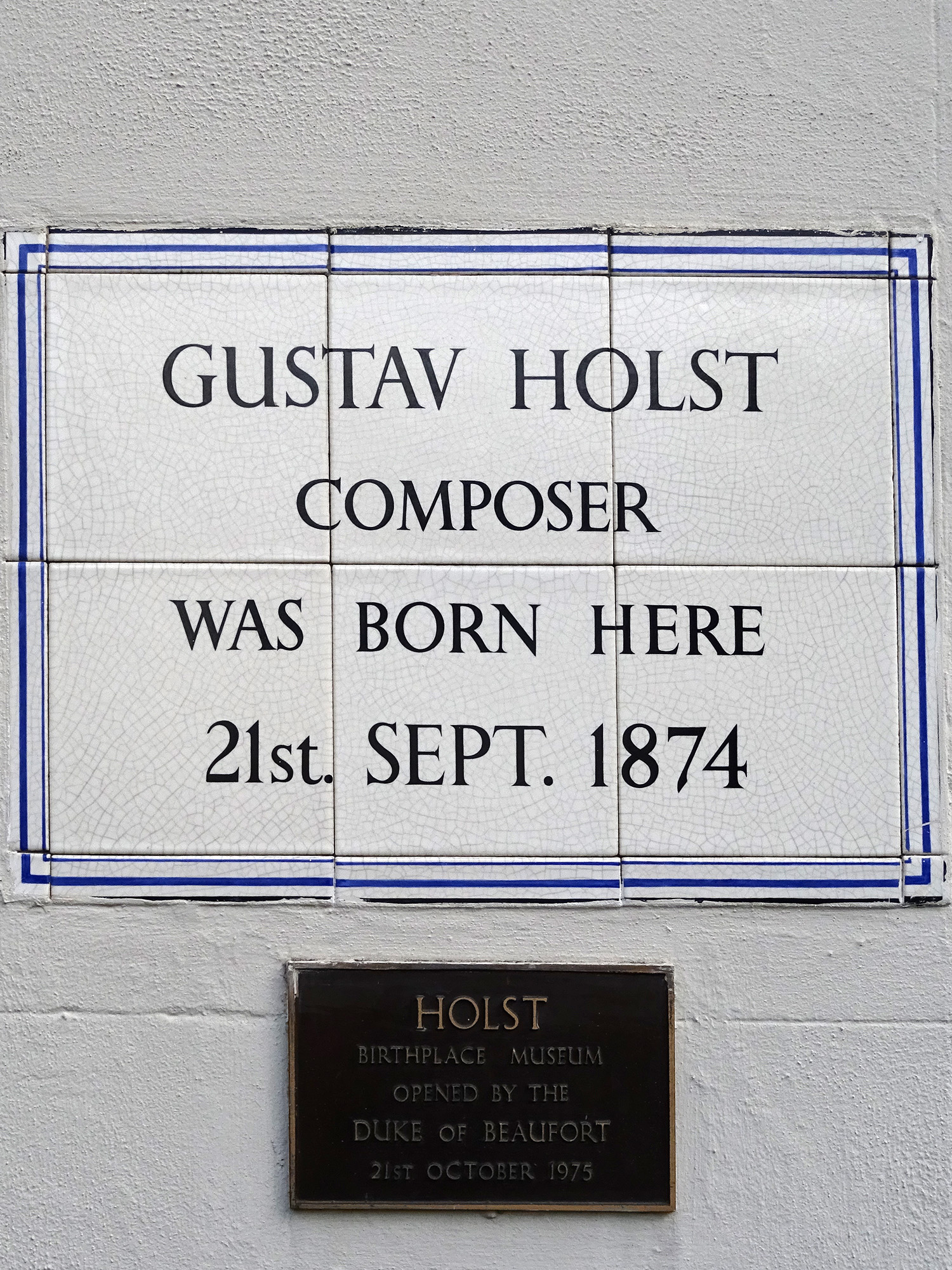
Gedenktafel an Holsts Geburtshaus

Gustav Holst wurde am 21. September 1874 als erstes Kind von Adolph von Holst (geb. 5. Februar 1846, gest. 17. August 1901) und Clara von Holst, geb. Lediard (geb. 13. April 1841, gest. 12. Februar 1882) geboren. Am 21. Oktober 1874 wurde Holst in der All Saints’ Church nach seinem Großvater und Großonkel auf den Namen Gustav Theodore getauft.
Gustav Holsts Mutter Clara starb am 12. Februar 1882 nach einer Totgeburt an einer Herzkrankheit. Gustav Holst und sein Bruder Emil kamen in die Obhut zu ihrer Tante Benigna („Nina“) Holst, der Schwester ihres Vaters. Sie blieben dort bis 1885, als Adolph von Holst seine Musikschülerin Mary Thorley Stone (geb. ?, gest. ca. 1900) heiratete. Mary Thorley Stone war die Tochter von Reverend Edward Stone, Pfarrer in Queenhill (Upton-on-Severn). Sie vernachlässigte Gustav und Emil zugunsten ihrer Interessensgebiete Philosophie und Religion, was sich in Form von Asthma und Kurzsichtigkeit negativ auf seine Gesundheit auswirkte. Sie bekam mit Gustavs Vater noch zwei eigene Kinder, Mathias Ralph und Evelyn Thorley.
Sein Vater ermunterte den jungen Gustav so bald wie möglich zum Klavierspiel; durch die familiären Musikabende lernte er schottische und irische Folkmusik kennen. Neben dem Klavier lernte er Violine und Posaune.
Gustav Holst besuchte die Cheltenham Grammar School. Während Holsts Schulzeit wurde das Schulgebäude umgebaut, so dass der Unterricht in einer ehemaligen presbyterianischen Kapelle stattfand. Im Jahr 1889 bestand er die „Oxford Local Examination“ in den Fächern Englisch, Geschichte, Shakespeare, Französisch, Deutsch und Musik.
Noch während seiner Schulzeit hatte Holst sich – im Jahr 1887 – heimlich an der Komposition einer Kantate für Chor und Orchester über den römischen Volkshelden Horatius versucht, nachdem er im Unterricht Thomas Macaulays Lays of Ancient Rome kennengelernt hatte. Da er noch nicht mit den Grundlagen von Harmonik und Kontrapunkt vertraut war, las er Die moderne Instrumentation und Orchestration von Hector Berlioz. Als er eines Tages – allein zu Haus – seine Musik am Klavier ausprobierte, klang das Ergebnis ganz anders, als Holst es erwartet hatte. Holst war so enttäuscht, dass er jede weitere Arbeit an der Kantate einstellte.
Ab dem Jahr 1888 nahm Holst mehrfach an einem Kompositionswettbewerb der Musikzeitschrift Boy’s own Paper teil und erzielte respektable Ergebnisse, darunter mehrfach den Ersten Preis.
Vater Adolph förderte Gustavs Musikalität, indem er ihn an Proben teilnehmen ließ; ferner sang Gustav in der All Saints’ Church im Chor mit. Als wertvoll erwies sich der Zugang zur Orgel zum Üben sowie zum Ausprobieren eigener Kompositionen.
Im Dezember 1891 wurden drei Werke von Holst aufgeführt: das Scherzo für kleines Orchester, das Intermezzo und das Lied Die Spröde nach einem Text von Johann Wolfgang von Goethe. Aus dieser Zeit stammt auch eine Anfang 1892 komponierte Symphony in C.

### Ausbildung
Holst strebte zunächst eine Karriere als Pianist an. Im Alter von siebzehn Jahren musste er diese Pläne jedoch infolge einer Nervenentzündung des Armes aufgeben, die ihn sein restliches Leben über begleiten sollte. Zusätzlich litt Holst sein Leben über an Asthma und Kurzsichtigkeit.
Im Jahr 1892 scheiterte Holsts Bewerbung um ein Stipendium am Trinity College. Daraufhin schickte ihn sein Vater zum Kontrapunktstudium beim Organisten George Frederick Sims in Oxford. In Oxford wohnte er bei seiner Großmutter Mary Croft Lediard. Nach seiner Rückkehr aus Oxford nahm Holst eine Stelle als Organist und Chormeister in Wyck Rissington in den Cotswold Hills an und gab Musikunterricht.
Am 13. Juli 1892 beeindruckte ihn im Londoner Covent Garden eine Aufführung von Richard Wagners Götterdämmerung. Mindestens ebenso beeinflusst wurde Holst von der Musik Arthur Sullivans, was sich bereits 1892 in Holsts zweiaktiger Oper The Lawnsdon Castle (auch: The Sorcerer of Tewkesbury) äußerte. Im Dezember 1892 wurde sie auszugsweise sowie im nächsten Jahr vollständig aufgeführt und zog erste Aufmerksamkeit auf sich. Der Erfolg der Oper veranlasste Adolph von Holst, die Zukunft seines Sohnes in einer Komponistenlaufbahn zu sehen. Auf sein Anraten bewarb sich Holst – wiederum vergeblich – um ein Stipendium am Londoner Royal College of Music, woraufhin sein Vater das Geld für die Ausbildung von Verwandten lieh. Bei der Aufnahmeprüfung am Royal College lernte Holst seinen späteren Freund Fritz Hart kennen.
Nach Holsts Studienbeginn am Royal College of Music verschlimmerte sich sein Nervenleiden, so dass er vom Klavier unter Frederick Sharpe zur Posaune unter George Case wechseln musste. Einer seiner weiteren Professoren war William Stevenson Hoyte, der auch Organist an der All Saints’ Church war und Holst mit dem Cantus planus vertraut machte, den er später in The Hymn of Jesus einsetzen sollte. Trotz seiner Kontrapunktstudien in Oxford musste Holst in einem speziellen Theoriekurs seine Kenntnisse vertiefen, bevor Charles Villiers Stanford ihn als Kompositionsschüler annahm. Weitere Lehrer waren W. S. Rockstro, Frederick Bridge, George Jacobi und Hubert Parry. Ob diese Lehrer einen Einfluss auf seinen musikalischen Stil hatten, ist zweifelhaft; so sagte Holst selbst, dass er in späteren Jahren von William Byrd und Thomas Weelkes mehr über Kontrapunkt gelernt habe als von seinen Lehrern am College. Neben Fritz Hart schloss Holst Freundschaft mit Evlyn Howard-Jones, William Hurlstone, Samuel Coleridge-Taylor, Thomas Dunhill und später John Ireland.
Als Fritz Hart ihn eines Tages in seinem kleinen Zimmer in Hammersmith besuchte, war er erstaunt, dass Holst sich kein Klavier leisten konnte. Um Geld zu sparen, legte Holst einen Teil des Heimweges nach Cheltenham am Ende des Semesters zu Fuß zurück. Die Dame, der er sein Stück Introduction and Bolero für Klavierduett widmete, war wahrscheinlich Mabel Forty, deren Humor und starke Persönlichkeit ihn beeindruckt hatten. Kurz vor Beginn des Herbstsemesters 1893 beeindruckte ihn eine Aufführung von Johann Sebastian Bachs h-Moll-Messe in der Worcester Cathedral.

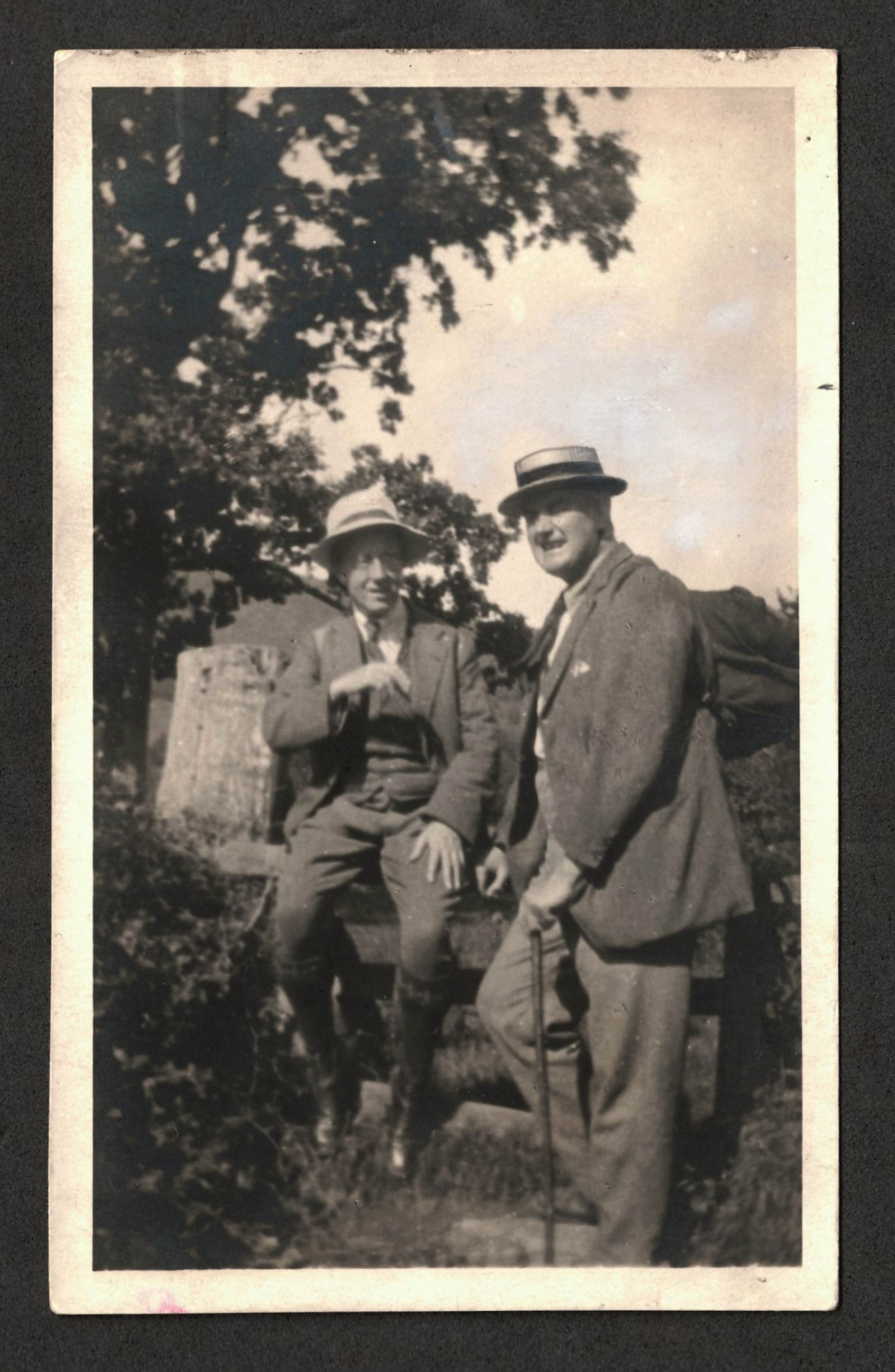
Gustav Holst und Ralph Vaughan Williams beim Wandern in den Malvern Hills (September 1921)

Ein erster Kompositionserfolg war die Kinderoper Ianthe, zu dem Fritz Hart das Libretto schrieb. Als im Jahr 1895 das vom Vater zusammengetragene Geld für Gustavs Ausbildung zur Neige ging, verstärkte Holst seine Bemühungen um ein Stipendium und hatte kurz vor Erreichen der Altersgrenze Erfolg. Wenig später entstand mit der einaktigen Oper Beau Brummel – erneut mit einem Libretto von Fritz Hart – das erste Werk Holsts, dem er eine Opus-Nummer gab.
Nach den Sommerferien 1895 lernte Gustav Holst den Komponisten und Dirigenten Ralph Vaughan Williams kennen. Beide Männer verband eine lebenslange Freundschaft; sie legten sich gegenseitig noch während der Kompositionsphase ihre aktuellen Werke vor und gaben sich gegenseitig Verbesserungsvorschläge. Beide nahmen am 20. November 1895 an einer Aufführung von Dido and Aeneas am College teil, die Holsts lebenslange Bewunderung für Henry Purcell begründete.
Etwa zu dieser Zeit begann Holst, sein Stipendium als Posaunist in mehreren Kapellen aufzubessern, was ihn aber nicht ausfüllte. Als letzte Zusammenarbeit mit Fritz Hart entstand die unvollendet gebliebene, einaktige Oper The Magic Mirror. Daneben schrieb er eine Reihe von Kammermusikwerken.
Neben seinen musikalischen Studien engagierte er sich auch leidenschaftlich in der Literary and Debating Society sowie in der Hammersmith Socialist Society, in welcher er den Hammersmith Socialist Choir formte. In letzterem verliebte er sich in die junge Chorsängerin Emily „Isobel“ Harrison, die später seine Ehefrau werden sollte. Im Zusammenhang mit dem Hammersmith Socialist Choir beschäftigte Holst sich auch mit Theaterstücken, was ihn für das spätere Schreiben von Opernlibretti vorbereiten sollte. Er bekannte sich zeitlebens zum Sozialismus.
Im Herbst 1896 gewann er einen von der Magpie Madrigal Society ausgesetzten Preis für seine Chorkomposition Light Leaves Whisper nach Worten von Fritz Hart.
Im Juli 1897 vermittelte ihm Vaughan Williams eine Stelle als Organist und Chormeister an der St. Barnabas’ Church in South Lambeth; nachdem Holst einige Male ausgeholfen hatte, ging der Posten an John Ireland. Holst setzte unterdessen die Komposition von Liedern und Chormusik fort, spielte am 7. Dezember 1897 in der St. Queen’s Hall in einem von Richard Strauss dirigierten Konzert sowie begleitete Isobel und dirigierte am 5. Februar 1898 beim Grand Evening Concert des Hammersmith Socialist Choir.
1898, zum Ende seiner Studien am Royal College of Music, wurde ihm angeboten, das Stipendium um ein weiteres Jahr zu verlängern. Gustav Holst lehnte jedoch ab, da es, wie er meinte, an der Zeit war, seinen eigenen musikalischen Weg zu gehen.

### Erste Leidenschaft für Sanskrit
Gustav Holsts erste Stelle, die er im Jahr 1898 antrat, war die eines Posaunisten und Repetitors bei der Carl Rosa Company in Southport (Lancashire), die den Ruf hatte, einen Amateurstandard zu vertreten. Bei einem Konzertaufenthalt mit der Carl Rosa Company in Scarborough weckte ein Buch von Friedrich Max Müller (möglicherweise ein Band von The Sacred Books of the East), das ein Freund ihm geliehen hatte, Holsts Interesse an Sanskrit, das den Komponisten sein restliches Leben über begleiten sollte. Da sich bei einem Besuch des Department of Oriental Languages at the British Museum herausstellte, dass die dortigen Bücher ausschließlich auf Sanskrit und nicht in Übersetzung verfügbar waren, nahm er bei Mabel Bode, Managerin des County Theatre in Reading, Unterricht in Sanskrit. Zwischen beiden entwickelte sich eine Freundschaft.
Erstes Ergebnis von Holsts Beschäftigung mit Sanskrit war die Idee zu einer dreiaktigen Oper namens Sita, mit deren Komposition er 1899 begann. Die Handlung der im Stil Richard Wagners gehaltenen Oper basiert auf dem von Valmiki verfassten Heldenepos Ramayana und behandelt die indische Göttin Sita. Erst im Jahr 1906 war die Oper vollendet. Während der Arbeit an Sita starb im Jahr 1900 Holsts musikalisches Vorbild Arthur Sullivan.

### Erste berufliche Schritte und Hochzeit
In der Zwischenzeit entstanden im Jahr 1899 das Orchesterwerk Suite de Ballett und die Ouvertüre Walt Whitman – ein Tribut an den Dichter Walt Whitman, den er noch öfters vertonen sollte – sowie im Jahr 1900 die Cotswold Symphony und das Ave Maria für achtstimmigen Frauenchor. Wieder aufgeführt wurden Teile der Oper Ianthe im Jahr 1899 sowie das 1898 entstandene Werk Örwald’s Drapa im Jahr 1900.
Im Jahr 1900 beendete Holst die regulären Touren mit der Carl Rosa Company und wurde zweiter Posaunist im Scottish Orchestra in Glasgow. Der höhere Standard des Scottish Orchestra im Vergleich zur Carl Rosa Company ermöglichte es ihm, seine Orchesterkenntnisse zu vertiefen.
Am Sonntag, 22. Juni 1901 heirateten Holst und Isobel Harrison. Sie zogen in die 162 Shepherd’s Bush Road in Brook Green (Stadtteil des Londoner Stadtbezirks London Borough of Hammersmith and Fulham). Der erste Besucher des frischvermählten Paares war Fritz Hart. Im Jahr 1907 kam Tochter Imogen Holst (geb. 12. April 1907; gest. 9. März 1984) zur Welt. Sie wurde ebenfalls Komponistin und Dirigentin und setzte sich nach Gustav Holsts Tod für das Werk ihres Vaters ein.
Am 17. August 1901, wenige Wochen nach der Hochzeit, starb Holsts Vater überraschend im Alter von 65 Jahren. Er wurde am 21. August 1901 auf dem Friedhof von Cheltenham bestattet.
Allmählich begann Holst, darüber nachzudenken, die Posaunistenstelle im Scottish Orchestra aufzugeben und mit rein kommerziellen Werken selbstständiger Komponist zu werden. In der Dezemberausgabe von 1902 des Musikmagazins The Vocalist setzte sich Ralph Vaughan Williams für Holsts Songs Without Words ein. Im April 1902 feierte Holst einen weiteren Erfolg mit der nicht mehr erhaltenen Kinderoperette Fairy Pantomime of Cinderella, die so erfolgreich und höchstwahrscheinlich im gleichen Stil war wie Ianthe. Höhepunkt des Monats war am 24. April 1902 die Uraufführung der Cotswolds Symphony in den Bournemouth Winter Gardens durch das Bournemouth Municipal Orchestra unter der Leitung von Dan Godfrey, die mehrere positive Rezensionen erhielt.
Im August 1902 rief der Mailänder Herausgeber Sonzogno einen internationalen Wettbewerb für eine einaktige Oper aus; das Preisgeld betrug 2000 Pfund. Holst beschloss, mit The Youth’s Choice am Wettbewerb teilzunehmen und schaffte es gerade noch rechtzeitig, die Einreichfrist am 31. Januar 1903 einzuhalten.
Die Erbschaft von Holsts Vater ermöglichte dem jungen Paar im Frühling 1903 eine kurze Reise nach Berlin, wo beide auch in Deutschland lebende Mitglieder von Holsts Familie trafen. In Berlin arbeitete Holst als erstem größeren Ergebnis seiner Sanskrit-Studien an einem Orchesterwerk über Indra, den Hindu-Gott des Regens und des Sturms, der die Menschen von einem Drachen befreit, während Regenfälle eine Trockenperiode beenden. Wie Fritz Hart sich später erinnerte, machte Dirigent Parry bei den Proben am Royal College of Music sarkastische Bemerkungen; Holst zog daraufhin die Komposition zurück.
Nach der Rückkehr aus Deutschland erfuhr Holst, dass The Youths Choice nicht in die Endauswahl gelangt war. Das Preisgeld hätte es ihm ermöglicht, die Posaunistenstelle am Scottish Orchestra aufzugeben. Dennoch konzentrierte er sich auch weiterhin auf seine Arbeit, während seine Frau mit Schneiderarbeiten für ein Einkommen sorgte. Das Paar zog nun in die 31 Grena Road, Richmond, südlich der Themse.
Neben Liedern und anderen Kompositionen schrieb Holst auch ein Quintett, das er dem Flötisten Albert Fransella zusandte. Das Manuskript tauchte erst in den 1950er Jahren wieder auf; im Jahr 1983 wurde das Quintett veröffentlicht.

### Holst als Musiklehrer
Das Jahr 1904 brachte für Holst eine berufliche Wende: Als Ralph Vaughan Williams in diesem Jahr seinen Lehrberuf an der James Allen’s Girls’ School in West Dulwich, Südlondon, aufgab, wurde Holst sein Nachfolger, nachdem er ihn vorher bereits einige Male vertreten hatte. Holst unterrichtete mit Enthusiasmus, und der Lehrberuf sollte ihn bis zum Ende seines Lebens begleiten. An der James Allen’s Girls’ School ließ man ihm noch Zeit zum Komponieren und so entstand als erstes The Mystic Trumpeter nach dem Gedicht From Noon to Starry Night von Walt Whitman. Im selben Jahr wurde die Uraufführung der Suite de Ballett am 20. Mai beim ersten Royal College of Music Patron’s Fund concert ein großer Erfolg.
Ab Herbst 1904 gab Holst zusätzlich Abendkurse im Passmore Edwards Settlement (später Mary Ward Centre) in Bloomsbury. Während Holsts dortiger Tätigkeit bis zum Jahr 1908 wurden unter anderem in England noch unbekannte Bachkantaten aufgeführt. Isobel Holst sang manchmal im Chor oder spielte Cello oder Bass im Orchester.

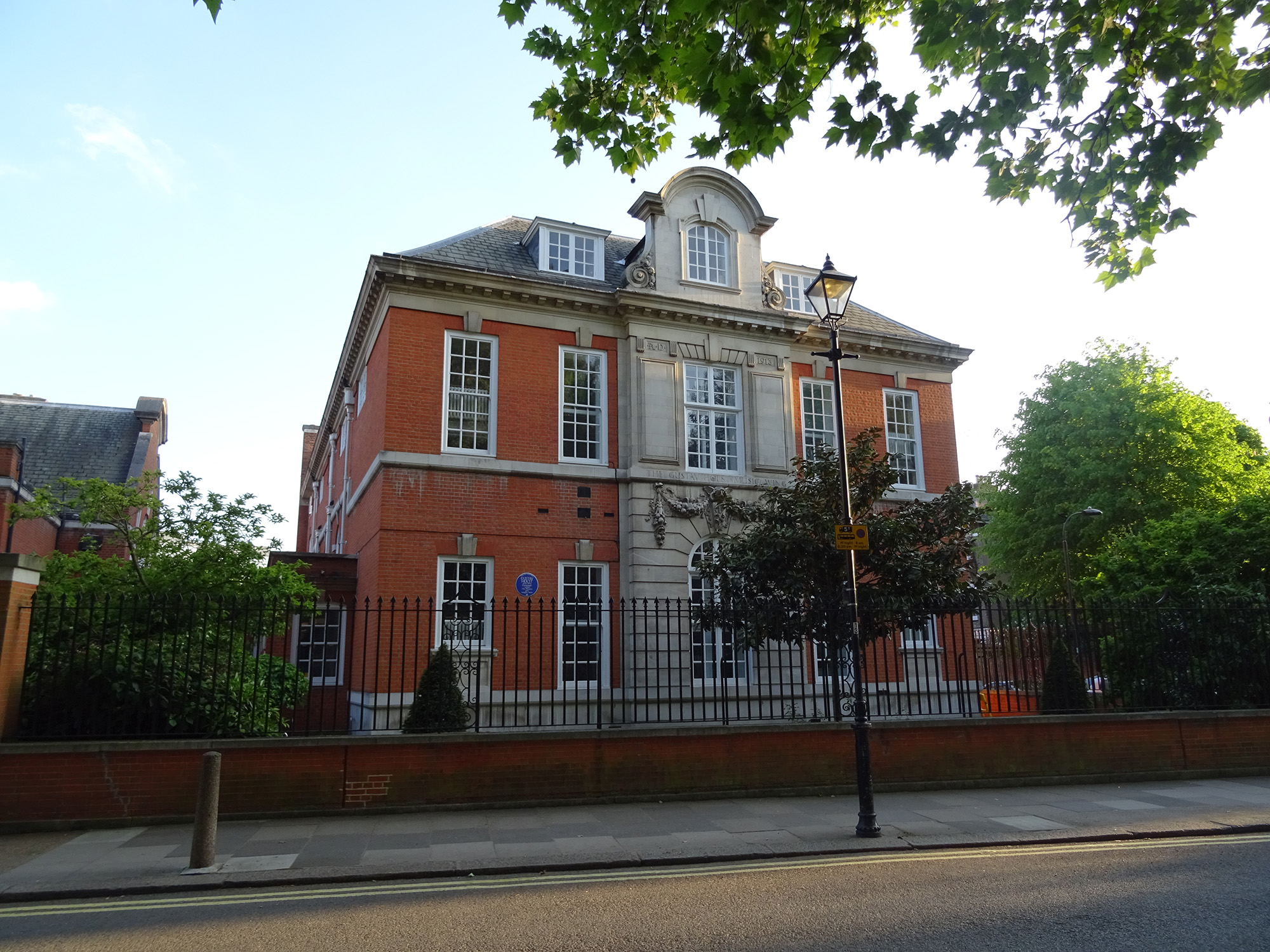
Die St Paul’s Girls’ School

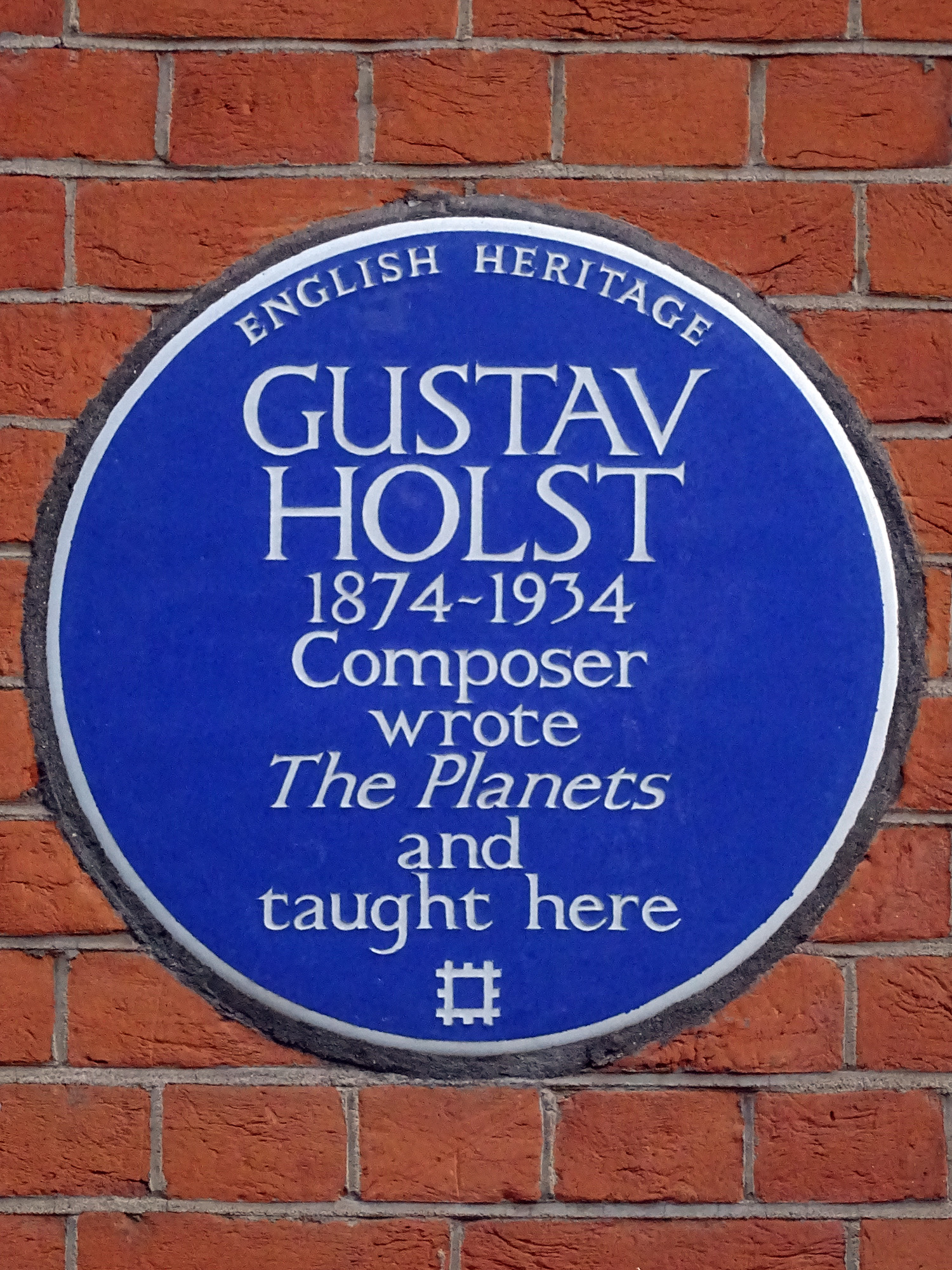
Gedenktafel an der St Paul’s Girls’ School

Anfang 1905 entschloss sich Holst, mit seiner Oper Sita, die die gleichnamige hinduistische Göttin zum Thema hat, am Ricordi-Milan-Wettbewerb teilzunehmen. Später verfehlte Sita nur knapp den ersten Platz; laut den Erinnerungen von Karl Hart scheiterte die Oper an Holsts ehemaligem Professor Stanford. Enttäuscht von dem Ergebnis, bemühte sich der Komponist zeitlebens nicht weiter um eine Aufführung des Stücks. Die szenische Uraufführung übernahm im Oktober 2024, 90 Jahre nach seinem Tod, das Saarländische Staatstheater in Saarbrücken.
Im Jahr 1905 wurde Holst zusätzlich zu seinen bisherigen Lehrtätigkeiten musikalischer Direktor und Gesangslehrer an der St Paul’s Girls’ School in Brook Green, Hammersmith, wo ihm nach seinem Tod Herbert Howells nachfolgte. Er schaffte es, seinen Enthusiasmus auf seine Schülerinnen zu übertragen.
Etwa zu dieser Zeit machte sich mit der englischen Volksmusik ein weiterer Einfluss in Holsts Schaffen bemerkbar. In den Jahren 1905 und 1906 inspirierte die von Vaughan Williams komponierte Norfolk Rhapsody Holst, ebenfalls ein Werk zu schreiben, das, wie die Musik des Freundes, traditionelle englische Volksweisen zu einem Orchesterwerk bearbeitete. Die Volkslieder für die zweiteilige Komposition, die zunächst Two Selection of Folksongs hieß und später in A Somerset Rhapsody und Songs of the West umbenannt wurde, stammten aus der Sammlung Folksongs from Somerset. Holsts Two Selections erklangen erstmals am 3. Februar 1906 in Pump Room, Bath, unter der Leitung von Holst, der das City of Bath Pump Room Orchestra dirigierte, und fanden den Beifall des Publikums und der Kritiker. Ein Jahr später überarbeitete Holst beide Teile der Two Selections. Während A Somerset Rhapsody eines der ersten populären Werke von Holst wurde, wurden die Songs of the West nicht veröffentlicht.
In der Anfangsphase des Jahres 1907 begann Holst mit seinen Vedic Hymns mit der Arbeit an Hymnenvertonungen aus dem Rigveda. Rigveda stammt aus einer früheren Periode als das Ramayana, das als Quelle für Sita gedient hatte; in der Tat handelt es sich beim Rigveda um das älteste bekannte Werk in der Sanskritliteratur. Bei den Hymnen handelt es sich um Anrufungen an Götter wie Agni, Ushas, Surya, Vayu und die Maruts.
Im Frühling des Jahres 1907 suchte man am Morley College einen Nachfolger für die verstorbene Lehrkraft H. J. B. Dart. Da Vaughan Williams wegen eigener Verpflichtungen nicht zur Verfügung stand, empfahl er Holst. Trotz der schon bestehenden eigenen Lehrtätigkeiten nahm Holst die Stelle aus finanziellen Gründen an, da sich die Geburt von Tochter Imogen ankündigte. Trotz der Vielzahl an Lehrverpflichtungen fand er die Zeit zum Komponieren.
Wegen Erschöpfung und depressiver Zustände verbrachte Holst nach 1908 einen Urlaubsaufenthalt in Algerien. Frisch erholt und voller Energie kehrte er zurück und begann mit der Komposition seiner Oper Savitri. Wie bereits Sita basiert auch Savitri auf dem indischen Heldenepos Ramayana und schildert die Legende von Savitri und Satyavan, in der Savitri den Tod überlistet, der gekommen war, um ihren Ehemann Satyavan mit sich zu nehmen. Die Nachricht, dass die Veröffentlichung von Sita abgelehnt worden war, beschleunigte Holsts Arbeit an Savitri. Die Oper wurde im Jahr 1916 vollendet und uraufgeführt sowie im Jahr 1923 veröffentlicht. Die Uraufführung am 5. Dezember 1916 unter der Leitung von Herman Grunebaum in der Wellington Hall in St. John’s Wood (Distrikt im Londoner Stadtbezirk City of Westminster) fand ein positives Echo.

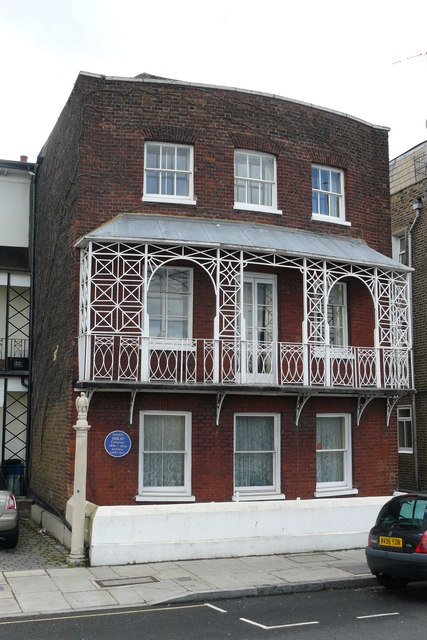
10 The Terrace, Barnes, Wohnadresse 1908–1913

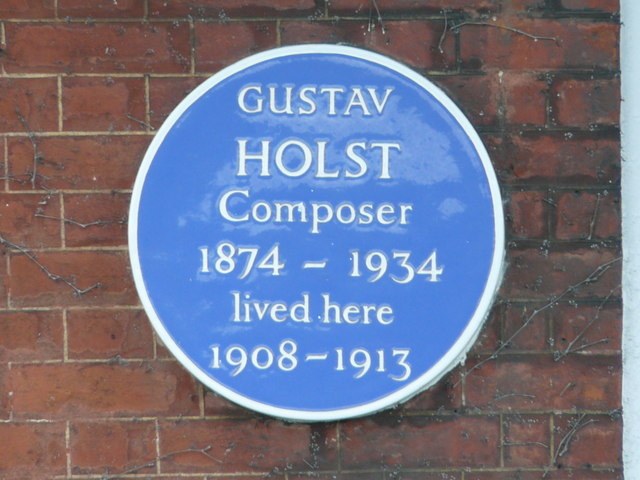
Gedenktafel in 10 The Terrace, Barnes

Die Arbeit an Savitri nahm soviel Zeit in Anspruch, dass Holst im Jahr 1908 beschloss, seine Stelle am Passmore Edwards Settlement aufzugeben; ferner zog Familie Holst von der Grena Road nach 10 The Terrace, Barnes, um. Seine Arbeit am Morley College führte er auch weiterhin mit Enthusiasmus fort und nahm seine 18 Monate alte Tochter Imogen in die James Allen’s Girls’ School mit, wo sie seine Dirigiergesten nachahmte. Er förderte ihre Musikalität, indem er sie mit dem Klavier in Berührung brachte.
In dieser Zeit änderte er sein Konzept in seiner Beschäftigung mit dem Rigveda-Text und begann eine Serie von Choral Hymns from the Rig Veda zu komponieren; die erste Gruppe besteht aus den drei Hymnen Battle Hymn, To The Unknown God und Funeral Hymn und entstand 1908. Die zweite Gruppe entstand im Jahr 1909 mit To Varuna, To Agni und Funeral Chant. Im Jahr 1910 folgte eine dritte Gruppe, die im Unterschied zu den ersten beiden Gruppen aus vier Hymnen besteht, die nicht vom Orchester, sondern von der Harfe begleitet werden: Hymn to the Dawn, Hymn to the Waters, Hymn to Vena und Hymn of the Travellers. In den ersten Monaten des Jahres 1912 schloss er die Choral Hymns from the Rig Veda mit der vierten Gruppe von vier Hymnen an Agni, Suma, Manat und Indra ab.
Anfang 1909 bekam er den Auftrag, zur Hundertjahrfeier der St Paul’s Girls’ School das Stück The Vision of Dame Christian über Dame Christian, die Mutter von John Colet, den Gründer der Schule, zu schreiben. Zunächst erschrak er, dass er auch den Text zu dem Stück schreiben sollte, doch schrieb die Rektorin diesen dann doch selbst. Bei den Proben lernte er auch Vally Lasker kennen, die eine seiner engsten Assistentinnen werden sollte. Das Stück wurde am 22. Juli 1909 uraufgeführt; die Aufführung des Stücks entwickelte sich zu einer Tradition an der Schule.
Im Jahr 1909 wählte Holst eine Textstelle aus dem Gedicht Meghaduta des indischen Dichters Kalidasa aus dem 5. Jahrhundert nach Christus als Basis für The Cloud Messenger, einem Werk für Chor und Orchester im chromatischen Stil Richard Wagners. Das Werk handelt von einem Dichter, der eine Wolke mit einer Liebesbotschaft an seine Frau losschickt. Am 4. März 1913 fand unter Holsts Leitung, der das New York Symphony Orchestra und die London Choral Society dirigierte, die Uraufführung von The Cloud Messenger statt. Zu Holsts Enttäuschung fielen die Kritiken zu dem Werk, das er für eines seiner besten hielt, zurückhaltend aus. Für die Veröffentlichung bearbeitete Holst das Werk.
Am Morley College betreute Holst in der ersten Hälfte des Jahres 1911 die Vorbereitungen zur Wiederaufführung von Henry Purcells Oper The Fairy-Queen. Zuvor war der Musiker J. S. Shedlock von der Purcell Society beauftragt worden, das Werk zu rekonstruieren. Als das Projekt bereits kurz vor der Drucklegung stand, fand Shedlock das Manuskript von The Fairy-Queen zufällig in der Bibliothek der Royal Academy of Music. Ab November 1910 erstellten Studentinnen des Morley College unter Holsts Leitung aus 1.500 Seiten Notentext eine Notenausgabe für die Aufführung. Diese fand am 10. Juni 1911 in der Royal Victoria Hall mit einer Einführung durch Ralph Vaughan Williams und unter der Leitung von Isidore Schwiller statt und fand ein positives Echo in der Presse.
Als sich bei Holst Erschöpfungszustände einstellten, machte er im Jahr 1911 einen Erholungsurlaub in der Schweiz. Am Morley College konnte er sein Arbeitspensum reduzieren. Andererseits übernahm er Anfang 1912 neue Lehrverpflichtungen an der mit der St Paul’s Girls’ School verbundenen Wycombe Abbey School in High Wycombe, Buckinghamshire.
Nachdem Holst 1911 die Leitung des Orchesters der St Paul’s Girls’ School übernommen hatte, begann er im Jahr darauf mit der Arbeit an der St Paul’s Suite. Das viersätzige Orchesterwerk war ausschließlich für eine Aufführung an der Schule gedacht. Es wurde im Jahr 1922 veröffentlicht.
Am 3. September 1912 fand in der Queen’s Hall die Aufsehen erregende Uraufführung von Arnold Schönbergs Fünf Orchesterstücken statt. Ein weiteres Mal wurde das Werk im Januar 1914 aufgeführt. Höchstwahrscheinlich besuchte Holst mindestens eine, vielleicht auch beide Aufführungen. Die Neuartigkeit der Musik hinterließ auch bei ihm Spuren.
Am 3. Januar 1913 dirigierte Holst in der Birmingham Town Hall auf einer Konferenz und einem Festival der Musical League und der Incorporated Society of Musicians seine Komposition Beni Mora. Das Werk irritierte durch Verstöße gegen kompositorische Regeln. Dennoch war die Aufführung für Holst ein wichtiger Meilenstein auf dem Weg zur Anerkennung.

### „Die Planeten“

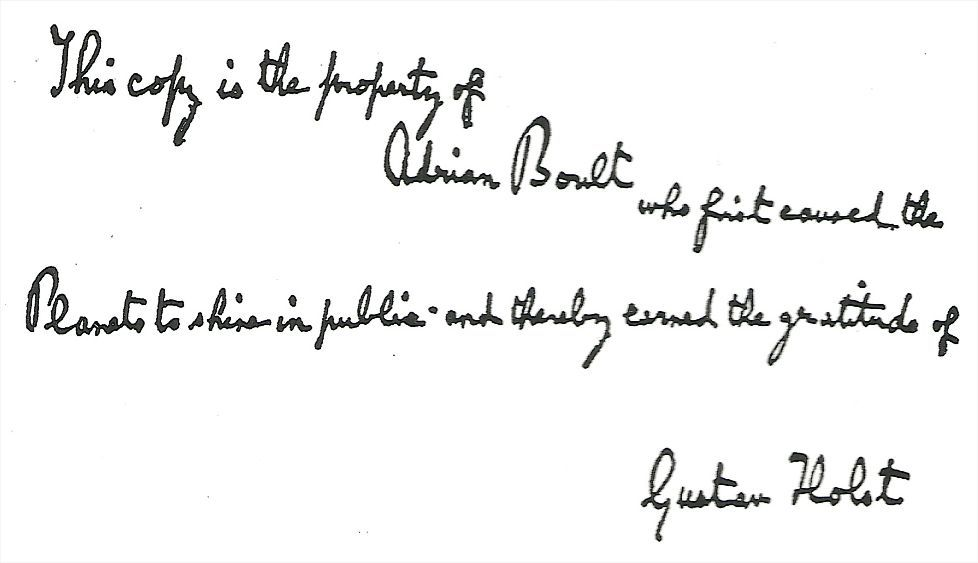
Widmung Holsts auf Adrian Boults Widmungsexemplar von Die Planeten

Im Jahr 1913 verbrachte Holst mit Arnold Bax und Henry Balfour Gardiner einen Urlaub auf Mallorca. Dort entwickelte Holst ein stetig steigendes Interesse für Astrologie und begann, Horoskope für seinen Freundeskreis zu erstellen. Während des Urlaubs wurde die St. Paul’s Girls’ School um einen Gebäudeflügel ergänzt, der bei Holsts Rückkehr fast vollständig fertiggestellt war. In diesem Zusammenhang wurde ein schalldichter Raum errichtet, den Holst von da an am Wochenende zum Komponieren nutzte. Die Einweihung fand am 1. Juli 1913 statt. Das erste Werk, das Holst in dem schalldichten Raum vollendete, war die St Paul’s Suite.
Ebenfalls 1913 bezog die Familie Holst ein kleines Cottage in der Monk Street zwei Meilen südlich von Thaxted (Essex). Wenige Jahre später wurde es durch einen Brand zerstört; durch Straßenerweiterungsarbeiten verschwanden auch die letzten Spuren des Gartens. In Thaxted kümmerte sich Holst auch um die Kirchenmusik und den Kirchenchor.
Zu Pfingsten 1916 veranstaltete Holst in Thaxted das erste Whitsun Festival, in dessen Rahmen die Chöre des Morley College und der St Paul’s Girls’ School gemeinsam auftraten. Das Festival war ein großer Erfolg und fand von nun an jährlich statt; es fiel lediglich 1919 aus, als Holst nicht im Ort war.
In seinem Cottage in Thaxted begann Holst – inspiriert von seinem Interesse für Astrologie – von 1914 bis 1916 mit der Komposition der siebensätzigen Orchestersuite Die Planeten, in der er die damals bekannten sieben Planeten des Sonnensystems (außer der Erde) charakterisierte. Eine wichtige Inspiration waren Arnold Schönbergs Fünf Orchesterstücke, die Holst so beeindruckt hatten. Ein Großteil des Werks entstand in seinem schalldichten Raum im St. Paul’s College.
Eine erste, von Balfour Gardiner initiierte Privataufführung der Planeten erfolgte am 29. September 1918 in der Londoner Queen’s Hall unter Dirigent Adrian Boult. Einer Legende zufolge fingen beim Erklingen des Jupiter-Satzes die Putzfrauen im Korridor zu tanzen an.
Die erste öffentliche Aufführung der Planeten fand – erneut unter der Leitung von Adrian Boult und in der Queen’s Hall – nach Ende des Ersten Weltkriegs (allerdings ohne Venus und Neptun) statt und wurde Holsts größter Publikumserfolg. Doch mit dem Erfolg wuchs auch das Interesse der Journalisten und Fotografen an Holst. Dieser hatte eine Abneigung gegen Journalisten und zog es vor, auch weiterhin ein gewöhnliches Leben zu führen. Je mehr die Journalisten fragten, desto kürzer wurden Holsts Antworten, bis er mit einem Schweigen andeutete, dass er das Interview als beendet betrachtete.
Nach Aussage des Musikkritikers und Holsts Weggefährten Clifford Bax verlor Holst nach den Planeten sein musikalisches Interesse an der Astrologie; jedoch erstellte Holst auch weiterhin Horoskope für seinen Freundeskreis.

### Erster Weltkrieg

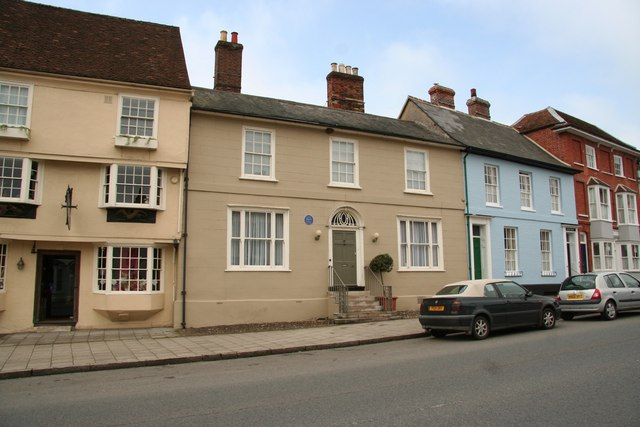
The Manse, Wohnadresse 1917–1925

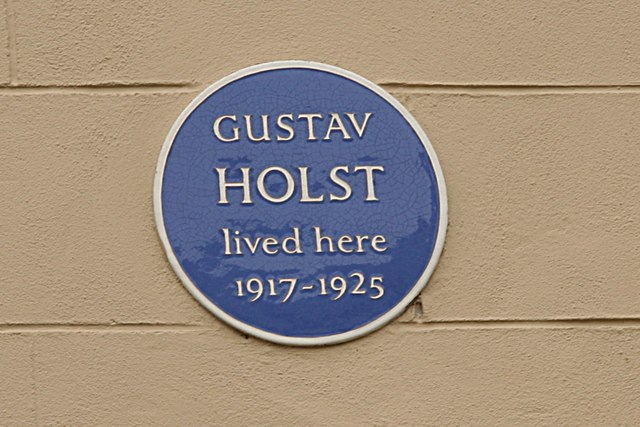
Gedenktafel an The Manse

Während der Arbeit an den Planeten – Holst hatte gerade die erste Skizze zu Mars, der Kriegsbringer beendet – brach der Erste Weltkrieg aus. Holst meldete sich zum Kriegsdienst, wurde aber wegen seiner gesundheitlichen Probleme wie seiner Nervenentzündung im Arm, seiner Kurzsichtigkeit und schlechter Verdauung für untauglich befunden.
Holst wurde auf Grund des deutsch klingenden „von“ in seinem Namen von den Einwohnern der Spionage verdächtigt; seine musikalische Tätigkeit wurde für Tarnung gehalten. Zwei Einwohnerinnen aus dem nahe gelegenen Great Easton kamen seine Spaziergänge verdächtig vor, auf denen er die Einwohner über die Gegend befragte, doch ergaben polizeiliche Untersuchungen keine Verdachtsmomente. Im Laufe der Zeit konnten die Einwohner ihre Vorbehalte gegenüber Holst ablegen.
Nach Fertigstellung der Planeten – bis Ende 1916 war die Orchestrierung nahezu abgeschlossen – schrieb Holst das Chorlied This Have I Done for my True Love, das Holst als sein bestes mehrstimmiges Lied ansah. Es beruht auf einem mittelalterlichen Gedicht aus William Sandys Sammlung Christmas Carols Ancient and Modern von 1833. Holst widmete das Lied dem mit ihm befreundeten Conrad Noel, seit 1910 Vikar von Thaxted.
Im Jahr 1917 zog Familie Holst von der Monk Street ins Ortszentrum von Thaxted in ein Haus namens The Steps (heute The Manse), wo sie bis 1925 lebte.
Gegen Ende des Krieges gab Holst – direkt nach der Privataufführung der Planeten – im Auftrag der YMCA in Griechenland und der Türkei mehrere Konzerte für Soldaten, um deren Moral zu verbessern. Im Zusammenhang mit seinem Einsatz bei der YMCA begann er, das „von“ in seinem Namen wegzulassen. Im Jahr 1919 lehnte Holst das Angebot ab, seine Tätigkeit um ein weiteres Jahr zu verlängern, und kehrte im Sommer nach England zurück. Am Ende seiner YMCA-Tätigkeit organisierte er einen Musikwettbewerb. Am Morley College war es ihm wichtig, administrative Tätigkeiten möglichst zu meiden und sich so gut wie möglich auf den Kompositionsunterricht zu konzentrieren.

### Nach Kriegsende
Nach seiner Rückkehr nach Thaxted verarbeitete Holst seine Einsicht in die Sinnlosigkeit des Krieges in der Ode to Death in Gedenken an Musikerkollegen und Freunde wie den jungen Komponisten Cecil Coles, die auf dem Schlachtfeld umgekommen waren.
Zwischen 1919 und 1923 lehrte Holst Komposition am Royal College of Music und der Universität in Reading. Hier gab er Kurse in Harmonik und Kontrapunkt.
Anfang 1920 wurde Holsts 1917 komponiertes Werk The Hymn of Jesus aufgeführt und hinterließ tiefen Eindruck beim Publikum. Die Komposition beruht auf dem auf Griechisch verfassten Werk The Apocryphal Acts of St John des Theosophen George Robert Stow Mead und schildert eine von Jesus Christus und seinen Jüngern nach dem Letzten Abendmahl gesungene Hymne. Für die Komposition des Werkes erlernte Holst die Grundlagen der griechischen Sprache.
In den Jahren 1919 und 1920 schrieb Holst das Libretto für seine komische Oper The Perfect Fool, in der Holst die Opern von Claude Debussy, Giuseppe Verdi sowie Richard Wagners Parsifal persifliert. Holsts Ansinnen, das Libretto von seiner ehemaligen Schülerin Jane Joseph oder von seinem Freund Clifford Bax schreiben zu lassen, war zuvor gescheitert. In The Perfect Fool übernahm Holst einige Ideen aus der 1918 entstandenen, ähnlich satirischen Oper Opera as She is Wrote. Die Arbeit an The Perfect Fool war im Jahr 1922 abgeschlossen.
Nach einem Besuch bei dem von ihm bewunderten Schriftsteller Thomas Hardy in Dorset begann Holst mit der Arbeit zu Egdon Heath auf der Basis von Hardys The Return of the Native. Die Uraufführung fand – wenige Wochen nach Hardys Tod – am 12. Februar 1927 in New York statt; Walter Damrosch dirigierte das New York Symphony Orchestra. Wegen der Neuartigkeit des musikalischen Idioms reagierte das Publikum zurückhaltend auf das Werk.
Nach einem Kurzbesuch bei seinem Reading-Studenten W. Probert-Jones in Derbyshire kam Holst die Idee zu einer Ouvertüre. Wie er an Probert-Jones schrieb, entwickelte sich das Werk während der Kompositionsarbeit zu einer Fuge. Das Werk, die spätere Fugal Overture, entstand zum Großteil in Holsts schalldichtem Raum im St Paul’s College und war am 4. Januar 1923 vollendet. Sie erklang erstmals als Ouvertüre zu den Aufführungen von The Perfect Fool im Covent Garden und rief gemischte Reaktionen hervor.
Während Konzertproben in Reading zum 300. Todestag der von Holst verehrten Komponisten William Byrd und Thomas Weelkes rutschte Holst im Februar 1923 am Konzertpult aus und schlug mit dem Hinterkopf auf. Holst ignorierte den Rat der Ärzte, sich zu schonen, und erlitt einen Nervenzusammenbruch, woraufhin ihm mehrere Wochen strengster Ruhe verordnet wurden. Philipp Collis und Ralph Vaughan Williams übernahmen seine Lehrtätigkeiten am Morley College, Balfour Gardiner jene in Reading, bis ein Nachfolger gefunden war. Während seiner mehrwöchigen Zwangspause sammelte Holst die Energie, die er bald darauf brauchen würde, da er eine Einladung der University of Michigan zu einem Konzertfestival angenommen hatte. Da auch ein Jahr nach seinem Unfall Spätfolgen auftraten, gab Holst einen großen Teil seiner Lehrtätigkeit auf und setzte diese lediglich am St. Paul’s College fort.
Am 14. Mai 1923 fand im Royal Opera House, Covent Garden, die Uraufführung der Oper The Perfect Fool unter der Leitung von Eugène Aynsley Goossens statt, der die British National Opera Company dirigierte. Wegen seines USA-Aufenthaltes in Michigan konnte Holst nicht an der Uraufführung teilnehmen. Publikum und Kritiker reagierten mit Verwirrung auf die Handlung der Oper.
Im Sommer und Herbst des Jahres 1923 beendete Holst in den Studios der Columbia Graphophone Company die Arbeit zu den Aufnahmen der Planeten, die er im Jahr zuvor begonnen hatte. Die Arbeit wurde durch die beschränkten Möglichkeiten der Studios erschwert. Nach dem Erfolg der Tonaufnahme, wurden 1926 Die Planeten ein weiteres Mal aufgenommen, als neue elektronische Aufnahmeverfahren entwickelt worden waren.
Mitte der 1920er Jahre änderten sich durch das Aufkommen des Radios die Hörgewohnheiten; es war nicht mehr nötig zu reisen, um Musik zu hören. In den ersten Monaten des Jahres 1924 sendete die BBC viele Werke von Holst. Gelegentlich erkundigte sich Holst bei der BBC, welche Musik gespielt wurde, auch wenn sie von einem anderen Stil war als seine eigene. Im Lauf des Jahres nahm er für die Columbia unter anderem mit der St Paul’s Suite am 24. August weitere Grammophonaufnahmen auf.

### Nachlassende Popularität
Holst begann die Arbeit an seiner nächsten Oper At the Boar's Head. Als er William Shakespeares Heinrich IV. las und einige Volksliedernoten seiner Tochter Imogen durchsah, merkte er, dass einige Melodien zu Shakespeares Worten passten. Bis zum Herbst 1924 waren die Skizzen nahezu komplett. Die British National Opera Company wollte die Oper in ihrer nächsten Saison Anfang 1925 produzieren, so dass Holst unter Zeitdruck stand, die Partitur auszuarbeiten. Malcolm Sargent dirigierte am 3. April 1925 im Manchester Opera House die Premiere der Oper. Doch hatte das Publikum Schwierigkeiten, dem Werk zu folgen, weil es einerseits nicht in die üblichen Kategorien von Opern passte. Andererseits vermutete ein Kritiker, Holst sei fälschlicherweise davon ausgegangen, das Publikum habe detaillierte Kenntnisse von Shakespeares Stücken.
Am 7. Oktober 1925 wurde die First Choral Symphony, mit deren Komposition Holst ein Jahr zuvor begonnen hatte, aufgeführt. Die Uraufführung fand in der Town Hall in Leeds unter der Leitung von Albert Coates, der das London Symphony Orchestra und den Festival Chorus dirigierte, sowie mit Dorothy Silk als Sopran-Solistin statt. Als Vorlage diente ein Gedicht von John Keats. Eine zweite Aufführung mit denselben Interpreten folgte am 29. Oktober in der Londoner Queen’s Hall. Das Publikum und die meisten Kritiker reagierten auf beide Aufführungen negativ. Holsts Planungen zu einem weiteren Werk dieser Art, einer Second Choral Symphony, kamen über das Stadium einiger Skizzen vom November 1926 nicht hinaus.
Mit Misserfolg von At the Boar's Head und der First Choral Symphony begann Holsts Popularität zu sinken. Das Publikum bemerkte allmählich, dass sich Holsts frühere Erfolge nicht mehr wiederholen würden; stattdessen wollte er jeden Weg gehen, den seine Vorstellungskraft und Neugier ihm vorgaben, ob ihm das Publikum dabei folgen wollte oder nicht. Biograf Michael Short verteidigt Holst für seine Stärke, trotz durchaus vorhandener Einflüsse zeitgenössischer Komponisten wie Arnold Schönberg, Igor Strawinsky, Maurice Ravel und Béla Bartók seine Individualität bewahrt zu haben.
Um die Zeit von 1925 bis 1928 fielen zahlreiche Vorlesungen und Festivitäten wie zum Beispiel ab Oktober 1925 die sechsteilige, von der Choral Circle at the Liverpool Centre of the British Music Society veranstaltete Vorlesungsreihe „England and her Music“ an der Liverpool University. Eine weitere Vorlesungsreihe, diesmal über Orchestermusik, fand vom 15. Januar bis 13. Februar 1926 in Glasgow statt.
Im Oktober 1927 begann Holst auf Einladung von George Bell, Dekan von Canterbury, an der Arbeit an The Coming of Christ, der Musik für die Bühnenproduktion von John Masefield, die in der Kathedrale von Canterbury aufgeführt werden sollte. Trotz Protesten von Fundamentalisten wurden die Aufführungen vom 26. bis 29. Mai 1928 mit 6.000 Besuchern ein großer Erfolg. Eine erneute Aufführung zu Pfingsten 1929 scheiterte an organisatorischen Gründen.
Vom 20. Dezember 1927 bis 19. Januar 1928 verbrachte Holst seine Weihnachtsferien in Wien und Prag. In seiner Zwischenstation München sah er eine Vorstellung von Richard Strauss’ Salome. In Wien hörte er am Ersten Weihnachtsfeiertag eine Bruckner-Messe und Ludwig van Beethovens Fidelio und besuchte in den nächsten Tagen unter anderem das Schuberthaus und das Haydn-Museum. Ab 6. Januar war er in Prag, wo er unter anderem das Mozarthaus besichtigte und berühmte Kollegen wie Leoš Janáček und Alois Hába traf. Sein Name war durch die Aufführung der Fugal Ouverture einige Wochen zuvor bereits bekannt. In Prag sah er Hoffmanns Erzählungen von Jacques Offenbach und Bedřich Smetanas Zwei Witwen. Kurzfristig entschloss er sich zu einem Abstecher nach Leipzig, wo er Die Fledermaus von Johann Strauss sah sowie die Thomaskirche und das Bachdenkmal besichtigte. Am 19. Januar reiste er nach England zurück.
Während eines Vortragsaufenthalts in Shrewsbury über Ostern 1928 begann er, an zwei neuen Werken zu arbeiten, der späteren A Choral Fantasia sowie der einaktigen Oper The Tale of the Wandering Scholar nach Helen Waddells The Wandering Scholars über einen Wanderstudenten, der eine Bauersfrau um Essen bittet und sie dabei des ehelichen Betruges mit einem Priester überführt.
Ende 1928 sah er sich weder im Stande, den Auftrag für ein Stück für die Militärkapelle der BBC, den er ein Jahr zuvor erhalten hatte, zu erfüllen, noch ein Stück zu schreiben, das zu Ostern an der Kathedrale von Canterbury aufgeführt werden sollte. Hierdurch sah er die Notwendigkeit für einen Erholungsurlaub und brach am 20. Dezember 1928 nach Italien auf. Holst bereiste Stationen wie Rom, Neapel, Palermo, Syrakus, Florenz, Bologna, Venedig und Mailand (wo er Gioachino Rossinis Il barbiere di Siviglia sah), wobei ihn Stationen wie Rom oder die Ruinen von Pompeji eher mäßig beeindruckten. In Venedig erreichte ihn die Nachricht, dass eine seiner ehemaligen Studentinnen, Jane Joseph, im Alter von 35 Jahren gestorben war. Kurz nach seiner Rückkehr aus Italien reiste er in die USA, um die Einladung der American Academy of Arts and Sciences zu folgen, die er während seiner Italienreise angenommen hatte.
Holsts Kreativität war durch den Italienurlaub wiedererwacht, was unter anderem in den Twelve Songs nach Gedichten von Humbert Wolfe mündete. Zum anderen begann er im August 1929 auch die Arbeit an dem lange geplanten Double Concerto für zwei Violinen und Orchester, nachdem er zwei Jahre zuvor Johann Sebastian Bachs Doppelkonzert unter Jelly d’Arányi und Adila Fachiri gehört hatte. Im September 1929 konnte er das Double Concerto an Jelly d’Arányi und Adila Fachiri als Widmungsträgerinnen überreichen. Am 7. November 1929 wurden die Twelve Songs uraufgeführt und am 13. Januar 1930 der erste Entwurf von The Wandering Scholar vollendet. Zur Verleihung der Goldmedaille der Royal Philharmonic Society im April 1930 (der Preisträger des Vormonats war Ralph Vaughan Williams) spielten Jelly d’Arányi und Adila Fachiri das Double Concerto in einem Konzert in der Queen’s Hall unter der Leitung von Oskar Fried.
Holst sah sich nun auch im Stande, das vor langer Zeit von der BBC in Auftrag gegebene Stück in die Tat umzusetzen. Daraus entwickelte sich Hammersmith, das den ruhigen Lauf der Themse im Londoner Stadtteil Hammersmith im Gegensatz zum geschäftigen Treiben der umliegenden Straßen schildert. Bis Oktober 1930 hatte Holst Hammersmith in einer Fassung für zwei Klaviere vollendet. Die Monate November und Dezember des Jahres 1930 waren mit letzten Arbeiten an A Choral Fantasia, Hammersmith und The Tale of the Wandering Scholar ausgefüllt. Obwohl eine Aufführung von Hammersmith durch die Wireless Military Band der BBC für das Jahr 1931 geplant war, erklang das Stück erst einige Jahrzehnte nach Holsts Tod.
Für den Film The Bells von 1931 über einen Wirtshausbesitzer, der einen Mord begeht und von seinem schlechten Gewissen gequält wird, wurde Holst mit der Komposition der Filmmusik beauftragt; zusätzlich hatte er einen Statistenauftritt in einer Szene in einer Menschenmenge. Obwohl die Produzenten des Films zur Eile drängten, weil sie sich vergleichsweise spät um die Musik für den Film gekümmert hatten, hatte Holst noch die Zeit für einen bereits zuvor geplanten Urlaub in der Normandie. Holsts Enthusiasmus für seinen Auftrag schwand jedoch, als einerseits nach Vollendung der Filmmusik die Produzenten den Film kürzten und Holst um entsprechende Änderungen an der Musik baten und andererseits bei einer Testvorführung des Films die Musik auf Grund schlechter Qualität der Lautsprecher bei weitem nicht so klang wie Holst es beabsichtigt hatte. Sowohl der Film als auch Holsts Musik zum Film gelten inzwischen als verschollen.

### USA
Ende 1931 erhielt Gustav Holst eine Einladung von der amerikanischen Harvard University, von Februar bis Mai 1932 eine Gastdozentur für Komposition zu übernehmen. Zusätzlich wurde er vom Boston Symphony Orchestra eingeladen, im Januar 1932 einige seiner Werke zu spielen.
Während seines Amerikaaufenthaltes hatte er trotz seiner Lehrverpflichtung viel Zeit zum Komponieren. Gleichzeitig wunderte er sich, dass die Studenten theoretische Abhandlungen über Kompositionen schrieben, statt selbst zu komponieren. Privat traf er sich mit Bruder Emil und Nichte Valerie (geb. 27. Juni 1907, gest. 31. Dezember 1994).

### Krankheit und Tod

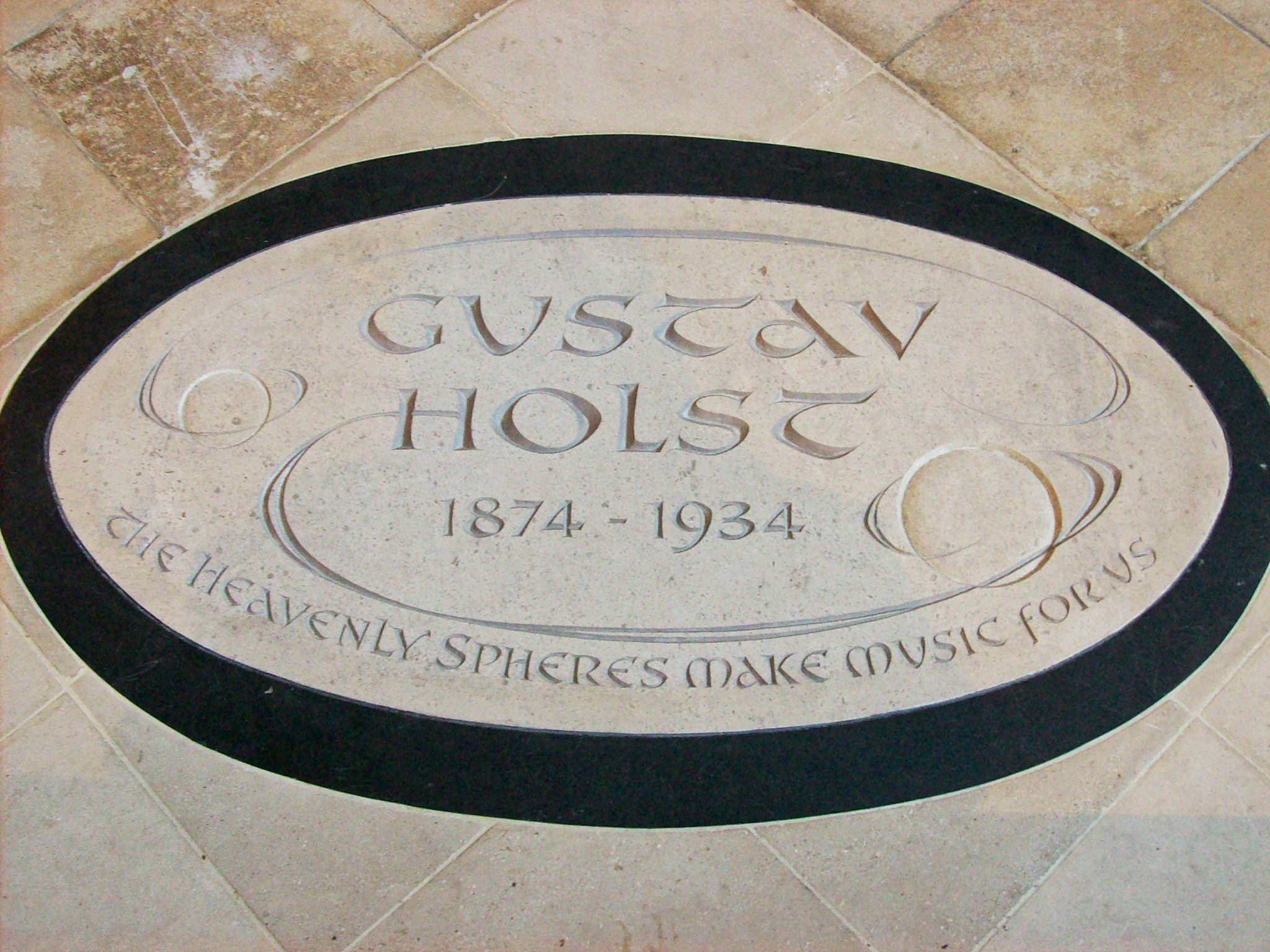
Gedenkstein für Gustav Holst in der Kathedrale von Chichester in Sussex

Ende März 1932 wurde bei Holst eine Gastritis auf Grund eines Ulcus am Zwölffingerdarm diagnostiziert. Zunächst konnte Holst sich erholen und setzte seine Arbeit sowohl in Amerika als auch nach seiner Rückkehr nach England fort. Ende April 1934 wurde Holst in die Beaufort-House-Klinik im Londoner Stadtteil Ealing eingeliefert. Wegen seines schlechten Gesundheitszustandes musste die geplante Operation zunächst um drei Wochen verschoben werden; der dreistündige Eingriff fand am 23. Mai statt. Am 25. Mai 1934 starb Gustav Holst an einem Herzanfall.
Holsts Leichnam wurde am 28. Mai 1934 im Golders-Green-Krematorium kremiert. Seine Asche wurde bei der Kathedrale von Chichester in Sussex beigesetzt.
Am 19. Juni 1934 fand in der St. Paul’s Girls’ School ein Gedenkgottesdienst statt. Die BBC veranstaltete am 22. Juni ein Gedenkkonzert zu Holsts Ehren, unter anderem mit drei Sätzen aus der Suite de Ballet, drei Sätzen aus den Choral Hymns from the Rig Veda, Egdon Heath und der Ode to Death.

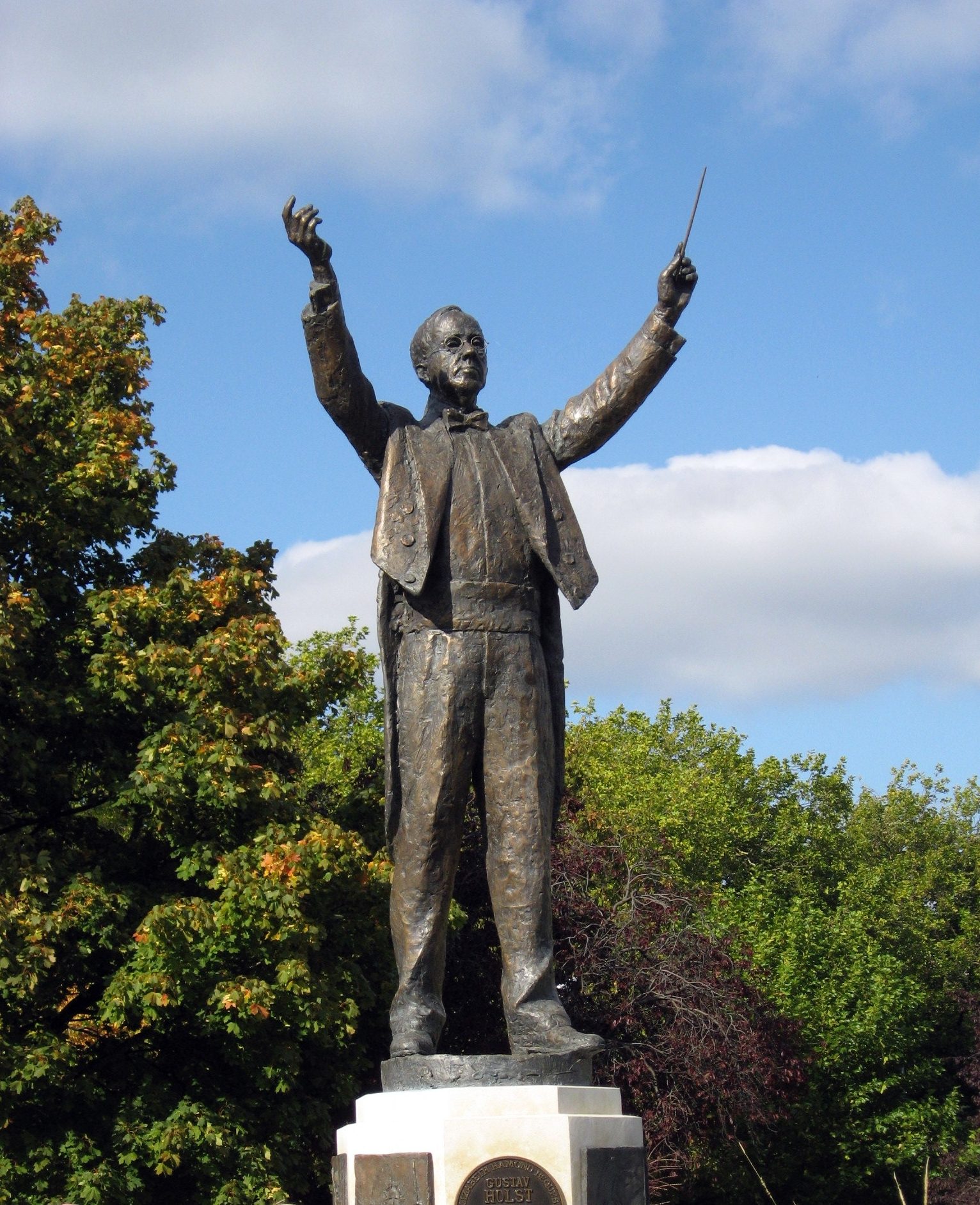
Brunnen zu Ehren Holsts mit Statue im Geburtsort Cheltenham (Detailaufnahme)

## Ehrungen
Zu Holsts Ehren wurde in seiner Geburtsstadt Cheltenham ein Brunnen mit einer Holst-Statue errichtet. In seinem Geburtshaus in der 4 Clarence Road wurde ein Museum eingerichtet. Der am 5. Februar 1984 entdeckte Asteroid (3590) Holst wurde nach dem Komponisten benannt.

## Rezeption
Gustav Holst, der als Komponist der Spätromantik zugerechnet wird, erlangte vor allem durch seine siebensätzige Orchestersuite The Planets (Die Planeten, 1914–1916) große Popularität. Hieraus hat sich der Satz über den Kriegsgott Mars zu einem eigenständigen Hit entwickelt. Diese Musik wurde zur Fundgrube vieler amerikanischer Filmkomponisten wie Danny Elfman, Elliot Goldenthal, Shirley Walker, Hans Zimmer und John Williams. Andere Orchesterwerke – wie beispielsweise die an der Musik des Barocks orientierte St Paul’s Suite – haben keine vergleichbare Bekanntheit erreicht. Seine Oper Savitri wurde in den 1970er Jahren von Graham Vick an der Scottish Opera inszeniert.
Holsts Musik hatte einen nachhaltigen Einfluss auf die jüngere Generation britischer Komponisten. Seit 1961 ist er Namensgeber für den Holst Peak, einen Berg auf der Alexander-I.-Insel in der Antarktis.

## Werke (Auswahl)
| - The Idea (ca. 1896) - Savitri (1916) - The Perfect Fool (1918–1922/1923) - At the Boar’s Head (1924/1925) - The Tale of the Wandering Scholar (1929) - First suite in E♭ - The Mystic Trumpeter op. 18 (1904) - A Somerset Rhapsody (1907) - Fugal Concerto für Flöte, Oboe und Streichorchester op. 40/2 (1923) - Chorsymphonie op. 41 für Sopran, Chor und Orchester (1923/24) - Egdon Heath (1927) - Doppelkonzert für 2 Violinen und Orchester op. 49 (1929) - St Paul’s Suite (1913, mit dem Finale als Neuarrangement des 4. Satzes der Second Suite): - Jig - Ostinato - Intermezzo - Finale (The Dargason) - The Planets (1914) - Mars, the Bringer of War - Venus, the Bringer of Peace - Mercury, the Winged Messenger - Jupiter, the Bringer of Jollity - Saturn, the Bringer of Old Age - Uranus, the Magician - Neptune, the Mystic - Japanese Suite (1915) 1. Prelude: Song of the Fisherman 2. Ceremonial Dance 3. Dance of the Marionette 4. Interlude: Song of the Fisherman 5. Dance under the Cherry Tree 6. Finale: Dance of the Wolves - Lyric Movement (1933) | - Three Folk Tunes (March on Three Folk Tunes), H106A (1905) - First Suite for Military Band in E♭ op. 28/1 (1909) - Chaconne - Intermezzo - March - Second Suite for Military Band in F op. 28/2 (1911) - March: Morris Dance, Swansea Town, Claudy Banks - Song Without Words “I’ll Love My Love” - Song of the Blacksmith - Fantasia on the “Dargason” - The Praise of King Olaf for Choir and Military Band (1910–11) - A Moorside Suite (1928) - Scherzo - Nocturne - March - Fugue à la Gigue (Johann Sebastian Bach (BWV 577), arr. Holst) (1928) - Hammersmith Prelude and Scherzo, op. 52 (1930) - Prelude - Scherzo - Choral Hymns from the Rig Veda (1908–1912) - The Hymn of Jesus für Chor und Orchester (1917) - I Vow to Thee, My Country (1921, Melodie entnommen aus dem Jupiter-Satz der Planeten) - Chor-Ballett The Golden Goose (1926) - Chor-Ballett The Morning of the Year (1927) - The Coming of Christ (1928) |